# ماجدالينو ميركادو
ماجدالينو ميركادو (بالإسبانية: Magdaleno Mercado)‏ (1944 - 2020)، هو لاعب كرة قدم مكسيكي (لاعب خط الوسط) لعب مع منتخب المكسيك في كأس العالم 1966. توفي يوم 6 مارس 2020.

## روابط خارجية
- ماجدالينو ميركادو على موقع الاتحاد الدولي (مؤرشف)  (الإنجليزية)
- ماجدالينو ميركادو على موقع قاعدة بيانات كرة القدم.إي يو (الإنجليزية)
- ماجدالينو ميركادو على موقع ناشيونال فوتبول تيمز (الإنجليزية)
- ماجدالينو ميركادو على موقع Soccerway.com (الإنجليزية)